# Пуэрто-риканский виреон
Пуэрто-риканский виреон (лат. Vireo latimeri) — вид воробьинообразных птиц из семейства виреоновых. Видовое латинское название дано в честь американского консула Джорджа Латимера. Эндемик Пуэрто-Рико.

## Описание
Длина тела в среднем 12 см, вес 11-12 г. Голова серая, грудка белая, брюшко желтоватое.

## Биология
Представители вида насекомоядны. Они питаются кузнечиками, гусеницами, цикадами, жуками и тлями. Рацион дополняют пауки, ящерицы из семейства Dactyloidae и ягоды.

## Консервация
С 1973 по, как минимум 1996 год, популяция этих птиц в en:Guánica State Forest сокращалась. Основной причиной этого сокращения являлся гнездовой паразитизм Molothrus bonariensis.
МСОП присвоил виду охранный статус LC.